# Zc(3900)
El Zc(3900) es una partícula subatómica, concretamente, un hadrón que se considera como el primer tetraquark o molécula hadrónica que ha sido observada experimentalmente. Este descubrimiento tuvo lugar en 2013 por dos grupos de investigación independientes: una parte del grupo del experimento Belle en el laboratorio KEK de física de partículas de Japón, el otro usando el detector BES III en el Colisionador electrón-positrón de Beijing.

El Zc(3900) es un producto de decaimiento de otra partícula anómala observada previamente, el Y(4260). El Zc(3900) decae en un pion cargado y un J/ψ, lo que es consistente con su composición de cuatro o más quarks.